# Tiruvuru
Tiruvuru là một thị trấn ở huyện Krishna, bang Andhra Pradesh.